# Art. Lebedev Studio
Art. Lebedev Studio – firma designerska z Rosji, stworzona w 1995 roku przez Artemija Lebedeva. Siedziba główna znajduje się w Moskwie, a biura w Kijowie oraz Nowym Jorku.
Studio zajmuje się wzornictwem przemysłowym oraz projektowaniem graficznym dla podmiotów komercyjnych. Nie przyjmuje zleceń od osób fizycznych oraz organizacji politycznych lub religijnych. Motto studia to „Design Will Save the World”. W listopadzie 2011 roku studio miało 200 pracowników oraz 5 dyrektorów artystycznych.
Oficjalna strona dostępna jest po angielsku i po rosyjsku. Przykłady prac, zawarte w portfolio, są zwykle dokładnie przedstawione i opisane krok po kroku.

## Historia
Studio rozpoczynało pracę wyłącznie w branży graficznej, następnie rozwinęło się w stronę interfejsów, designu na potrzeby Internetu oraz wzornictwa przemysłowego. Posiada centrum edukacyjne, wydawnictwo, departament PR oraz kilka zespołów programistycznych.

## Produkty
Studio oferuje w sprzedaży kilkadziesiąt swoich prac. Od 2013 roku są one dostępne do kupienia również w Polsce.
Art. Lebedev Studio stworzyło design dla rosyjskiej wyszukiwarki Yandex, grupy finansowej Alfa-Bank oraz portali Lenta.ru oraz Gazeta.ru.
Studio stworzyło również klawiatury Optimus Maximus i Optimus Popularis, w których klawisze, zbudowane na bazie małych ekranów OLED, mogą zmieniać swoje oznaczenia w zależności od aktualnie potrzebnego układu klawiatury i zbioru funkcji uruchomionego programu.
Art. Lebedev Studio zaprojektowało również logotypy turystyczne dla kilku miast (jak np. Moskwa, Petersburg, Taszkent, Odessa) oraz schemat linii metra moskiewskiego.